# Чучя Млака
Чучя Млака (словен. Čučja Mlaka) — поселення в общині Шкоцян, регіон Південно-Східна Словенія, Словенія.